# Medal Dnia Pamięci Ofiar Zbrodni Katyńskiej
Medal Dnia Pamięci Ofiar Zbrodni Katyńskiej – wyróżnienie ustanowione w 2008 postanowieniem Rady Polskiej Fundacji Katyńskiej, nadawane osobom, które wybitnie przyczyniły się do wyjaśnienia prawdy o zbrodni katyńskiej i upamiętnienia jej ofiar.
Inspiracją do stworzenia medalu była decyzja Sejmu Rzeczypospolitej Polskiej, który w 2007 roku podjął uchwałę o ustanowieniu dnia 13 kwietnia Dniem Pamięci Ofiar Zbrodni Katyńskiej. Autorką projektu medalu była Katarzyna Piskorska. Medale Dnia Pamięci Ofiar Zbrodni Katyńskiej są wręczane podczas uroczystych Sesji Katyńskich na Zamku Królewskim w Warszawie organizowanych przez Polską Fundację Katyńską i Niezależny Komitet Historyczny Badania Zbrodni Katyńskiej; pierwsza taka ceremonia odbyła się 8 kwietnia 2008 roku.

## Odznaczeni
Medale Dnia Pamięci Ofiar Zbrodni Katyńskiej otrzymały znane osobistości polskiego życia publicznego (m.in. Lech Wałęsa, Lech Kaczyński, Bronisław Komorowski, Jerzy Buzek, Jan Olszewski), przedstawiciele duchowieństwa (m.in. abp Sławoj Leszek Głódź), polscy i rosyjscy historycy badający zbrodnię katyńską (Inessa Jażborowska, Natalia Lebiediewa, Janusz Zawodny), polskie i rosyjskie organizacje i instytucje zajmujące się zbrodnią katyńską (Stowarzyszenie „Memoriał”, Ośrodek „Karta”, Muzeum Katyńskie w Warszawie).
Z powodu krytycznych wypowiedzi niektórych członków Polskiej Fundacji Katyńskiej o filmie Katyń w reżyserii Andrzeja Wajdy jako o źródle historycznym oraz krytycznego stosunku do niektórych działań Rady Ochrony Pamięci Walk i Męczeństwa (ROWPiM), Medalu Dnia Pamięci Ofiar Zbrodni Katyńskiej przyznanego w 2008 roku nie przyjęli Andrzej Wajda, Andrzej Sariusz-Skąpski, Ewa Gruner-Żarnoch i ROWPiM.